# Stuhuleț
Stuhuleț – wieś w Rumunii, w okręgu Vaslui, w gminie Berezeni. W 2011 roku liczyła 247 mieszkańców.